# Gonzalo Nazario
Gonzalo Facundo Nazario (Salta, Provincia de Salta, Argentina, 25 de marzo de 1995) es un futbolista argentino. Juega de defensor y su equipo actual es el Centro Juventud Antoniana del Torneo Federal B del fútbol argentino.

## Trayectoria
Nazario comenzó su carrera en Torneo Argentino B con Unión Güemes. Después de once apariciones y descenso, Nazario trasladó a Mitre en 2015, donde marcó un gol en veintidós partidos en el Torneo Federal B.  En enero de 2016, Nazario unió Primera B Nacional lado Gimnasia y Esgrima (Jujuy). Hizo su reverencia profesional el 1 de abril de 2018 contra Independiente Rivadavia, habiendo estado en el banco de suplentes dieciséis veces durante tres temporadas.

## Clubes
| Club                       | País      | Año       |
| -------------------------- | --------- | --------- |
| Unión Güemes               | Argentina | 2013-2014 |
| Mitre (Salta)              | Argentina | 2015      |
| Gimnasia y Esgrima (Jujuy) | Argentina | 2016-2019 |

### Estadísticas
| Unión Güemes Argentina                                                           |               |               |    |   |   |   |   |    |    |   |      |      |
| 4.ª                                                                              | 2013-14       | 11            | 0  | 0 | 0 | 0 | 0 | 11 | 0  | 0 | 0,0  |      |
| Total club                                                                       | Total club    | 11            | 0  | 0 | 0 | 0 | 0 | 11 | 0  | 0 | 0,0  |      |
| Mitre (S) Argentina                                                              |               |               |    |   |   |   |   |    |    |   |      |      |
| 4.ª                                                                              | 2015          | 22            | 1  | 0 | 0 | 0 | 0 | 22 | 1  | 0 | 0,04 |      |
| Total club                                                                       | Total club    | 22            | 1  | 0 | 0 | 0 | 0 | 22 | 1  | 0 | 0,04 |      |
| Gimnasia y Esgrima (J) Argentina                                                 |               |               |    |   |   |   |   |    |    |   |      |      |
| 2.ª                                                                              | 2016          | 0             | 0  | 0 | 0 | 0 | 0 | 0  | 0  | 0 | 0,0  |      |
| 2.ª                                                                              | 2016-17       | 0             | 0  | 0 | 0 | 0 | 0 | 0  | 0  | 0 | 0,0  |      |
| 2.ª                                                                              | 2017-18       | 3             | 0  | 0 | 0 | 0 | 0 | 3  | 0  | 0 | 0,0  |      |
| 2.ª                                                                              | 2018-19       | 1             | 0  | 0 | 0 | 0 | 0 | 1  | 0  | 0 | 0,0  |      |
| Total club                                                                       | Total club    | 4             | 0  | 0 | 0 | 0 | 0 | 4  | 0  | 0 | 0,0  |      |
| Total carrera                                                                    | Total carrera | Total carrera | 37 | 1 | 0 | 0 | 0 | 0  | 37 | 1 | 0    | 0,04 |
| (1) Incluye datos de Copa Argentina. (2) No incluye goles en partidos amistosos. |               |               |    |   |   |   |   |    |    |   |      |      |